# Острова Кука на летних Олимпийских играх 2008
Олимпийская сборная островов Кука приняла участие в летних Олимпийских играх 2008 года, отправив в Пекин четверых спортсменов (в том числе - одну женщину), выступавших в трёх видах спорта: лёгкой атлетике, плавании и тяжёлой атлетике. По итогам игр спортсмены с Островов Кука не завоевали ни одной олимпийской медали.

## Лёгкая атлетика
Спортсменов - 2
Мужчины
| Спортсмен    | Вид   | Забег     | Забег | Четвертьфинал | Четвертьфинал | Полуфинал | Полуфинал | Финал     | Финал     |
| Спортсмен    | Вид   | Результат | Место | Результат     | Место         | Результат | Место     | Результат | Место     |
| ------------ | ----- | --------- | ----- | ------------- | ------------- | --------- | --------- | --------- | --------- |
| Гордон Хизер | 100 м | 11,41     | 75    | Не прошёл     | Не прошёл     | Не прошёл | Не прошёл | Не прошёл | Не прошёл |

Женщины
| Спортсмен      | Вид  | Квалификация | Квалификация | Финал     | Финал     |
| Спортсмен      | Вид  | Результат    | Место        | Результат | Место     |
| -------------- | ---- | ------------ | ------------ | --------- | --------- |
| Тереапи Тапоки | Диск | 48,35        | 37           | Не прошла | Не прошла |

## Плавание
Спортсменов - 1
Мужчины
| Спортсмен     | Вид        | Заплыв  | Заплыв | Полуфинал | Полуфинал | Финал     | Финал     |
| Спортсмен     | Вид        | Время   | Место  | Время     | Место     | Время     | Место     |
| ------------- | ---------- | ------- | ------ | --------- | --------- | --------- | --------- |
| Петеро Окотаи | 100м брасс | 1.20,20 | 63     | Не прошёл | Не прошёл | Не прошёл | Не прошёл |

## Тяжёлая атлетика
Спортсменов - 1
Мужчины
| Спортсмен | Категория    | Масса  | Рывок | Рывок | Рывок | Рывок | Толчок | Толчок | Толчок | Толчок | Сумма | Место |
| Спортсмен | Категория    | Масса  | 1     | 2     | 3     | Место | 1      | 2      | 3      | Место  | Сумма | Место |
| --------- | ------------ | ------ | ----- | ----- | ----- | ----- | ------ | ------ | ------ | ------ | ----- | ----- |
| Сэм Пера  | Свыше 105 кг | 122,96 | 148   | 155   | 155   | 12    | 188    | 188    | 195    | 12     | 350   | 12    |